# Тулярин
Туляри́н (лат. tularinum) — діагностичний біологічний препарат, який являє собою суспензію в гліцериново-фізіологічному розчині вбитих при температурі 70°С туляремійних бактерій вакцинного штама з концентрацією 10 мільярдів мікробних тіл в 1 мл за туляремійним стандартом. Застосовують як алерген у діагностиці туляремії. Тулярин у медичній практиці використовують у вигляді медичних препаратів «Тулярин для внутрішньошкірного застосування (Tularinum ad usum intracutaneum)» та «Алерген туляремійний рідкий для нашкірного застосування».

## Проба з тулярином
Проведення шкірно-алергічної проби за допомогою тулярина дозволяє виявити специфічну гіперчутливість сповільненої дії до туляремійного збудника в організмі людини. Проводять цю пробу у двох варіантах:
- Внутрішньошкірна проба. Тулярин вводять внутрішньошкірно (в/ш) 0,1 мл у середню третину внутрішньої поверхні передпліччя. Результат проби враховують через 24-48 годин. Його вважають позитивним за наявності почервоніння, інфільтрату, діаметр якого не менше 0,5 см. При наявності позитивної проби у людини або є гостра туляремія як мінімум тривалістю 5—7 днів, або він колись її переніс. Позитивна реакція може запізнитися при тяжкому перебігу хвороби. Гальмування позитивної реакції може також мати місце у випадку раннього застосування антибіотиків у лікуванні хворого.
- Нашкірна проба. Іноді проводять нашкірну алергічну пробу: ампулу з тулярином для нашкірного введення[3]струшують декілька разів допоки рідина в ній не стане рівномірно каламутною, потім піпеткою для очей на середню третину плеча наносять одну краплю тулярину та через краплю скарифікатором роблять дві паралельні насічки і ретельно втирають тулярин у скарифіковану шкіру. Насічки не мають бути ані поверхневими, ані дуже глибокими. Після їх нанесення має виступити кров у вигляді «краплі роси». Нашкірну пробу оцінює лікар, її вважають позитивною, якщо через 48 годин з'являються почервоніння та набряк шкіри в місці скарифікації розміром не менше 0,5 см. Нашкірна проба є позитивною як при гострій туляремії, так і через тривалий час після її перенесення.

Іноді введення тулярину може призвести до посилення симптомів хвороби, особливо при в/ш введенні.
Туляринову пробу застосовують для діагностиці туляремії у тварин.